# Puente Mehmed Paša Sokolović
El puente de Mehmed Paša Sokolović en Višegrad, que cruza el río Drina en el este de Bosnia y Herzegovina, fue construido en 1577 por el arquitecto imperial otomano Sinan por orden del Gran Visir Mehmed Paša Sokolović. Representa el culmen de la arquitectura e ingeniería otomana. Fue proclamado como Patrimonio de la Humanidad por la Unesco en 2007.
Formado por 11 arcos en mampostería con una altura entre 11 y 15 metros y una rampa de acceso perpendicularmente con cuatro arcos en la ribera izquierda del río. Los 179.50 metros de longitud del puente representan una obra maestra de Mimar Koca Sinan, uno de los grandes arquitectos e ingenieros del periodo clásico otomano y renacentista italiano, con el cual su trabajo puede ser comparado. En su parte central, el puente es más ancho: se trata de una especie de plaza que se conoce como kapia, especie de ágora pública y mentidero con terrazas y "sofás de piedra a ambos lados", como señala Andric en su célebre obra.

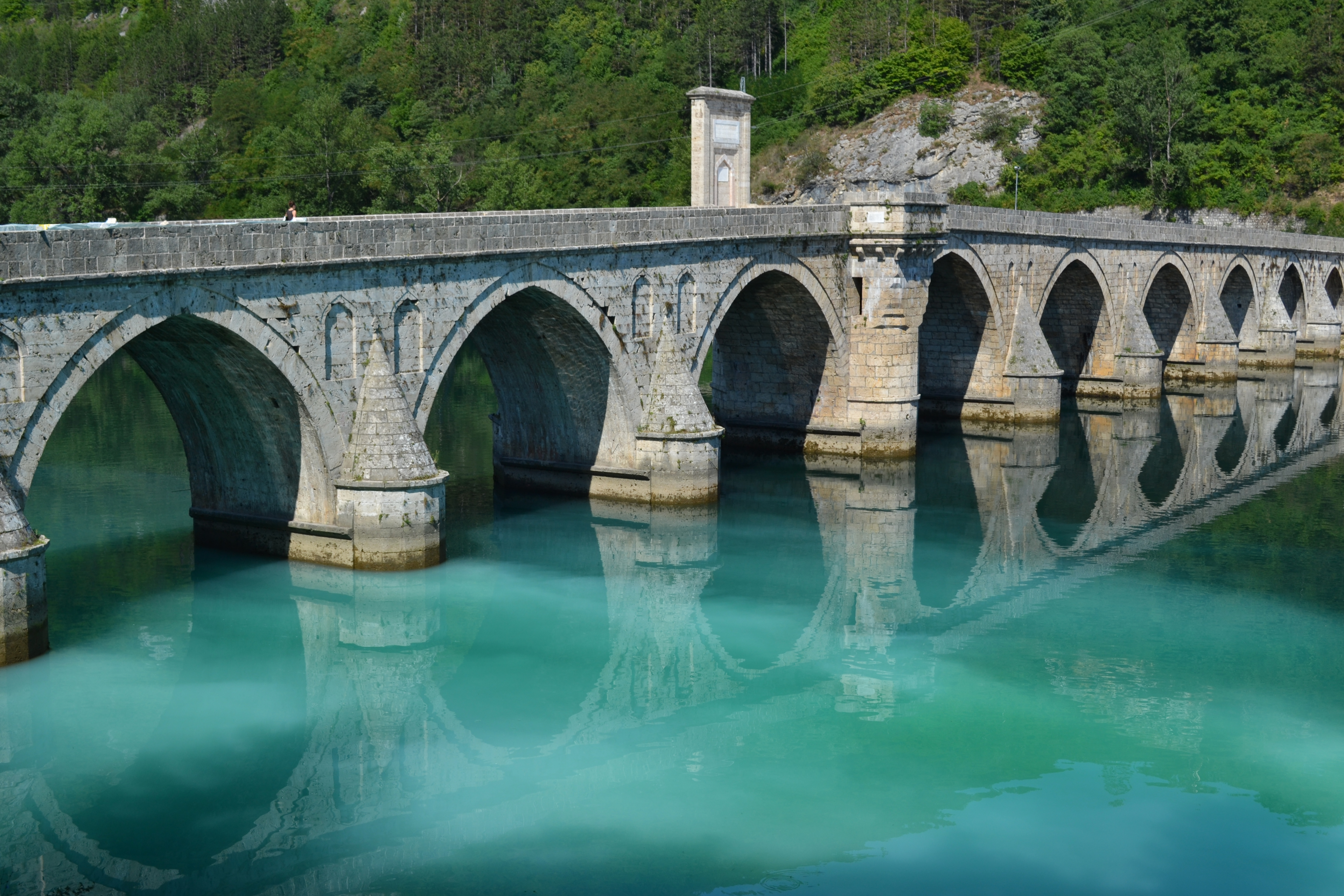
El puente en el año 2015.

La elegancia única de la proporción y la monumental nobleza del conjunto son la característica que testimonian la grandeza de este estilo en la arquitectura.
Tres de sus 11 arcos fueron destruidos durante la Primera Guerra Mundial y cinco fueron dañados durante la Segunda Guerra Mundial siendo restaurados posteriormente.
Durante la guerra bosnia en el puente se efectuaron matanzas de civiles durante la masacre de Višegrad en 1992.
El puente es muy conocido gracias al libro Un puente sobre el Drina publicado en 1945 por el Premio Nobel de Literatura Ivo Andrić.